# شوارتستاین
شوارتستاین (به آلمانی: Scharnstein) یک منطقهٔ مسکونی در اتریش است که در ناحیه گموندن واقع شده‌است. شوارتستاین ۴۷٫۷ کیلومتر مربع مساحت دارد ۴۸۸ متر بالاتر از سطح دریا واقع شده‌است.